# Джоузеф Билингс
Джоузеф Билингс (на английски: Joseph Billings; на руски: Иосиф Иосифович (Осип Осипович) Биллингс) е английски мореплавател на руска служба, капитан-командор от руския флот, хидрограф, изследовател на източните брегове на Сибир и бреговете на Аляска.

## Биография

### Ранни години (1758 – 1782)
Роден е около 1758/1761 година близо до Лондон, Англия, в семейство на рибар. Като матрос участва в третото околосветско плаване на Джеймс Кук (1776 – 1780), за което е произведен в мичман, а след това и в щурман. Именно това плаване го подтиква да се отдаде на изследователски пътувания и е сериозна школа за по-нататъшната му дейност.

### Постъпване на руска служба (1783 – 1785)
Нямайки възможност да организира своя самостоятелна експедиция през 1783 година Билингс постъпва на руска служба и става мичман в руския флот. Като отлично образован и добре запознат с морските дейности, през 1785 година Билингс е назначен от императрица Екатерина II за началник на астрономическа и географска експедиция, имаща за цел преминаването от устието на река Колима до Берингово море и към северозападните брегове на Северна Америка и изследването на североизточните брегове на Сибир.

### Експедиция Билингс – Саричев (1785 – 1793)
Експедицията наброява 141 души, като за заместник на Билингс е назначен лейтенант Гавриил Саричев, който в следващите години провежда самостоятелни изследвания.
В края на 1785 година участниците потеглят от Петербург и на 27 март 1786 лейтенант Саричев пристига в Охотск, а Билингс – едва в началото на юли. Оттам експедицията се прехвърля във Верхнеколимск, където по време на зимуването са построени два малки кораба, с които двамата се спускат по Колима до устието ѝ и на 24 юни 1787 навлизат в открито море. През юли 1787 година извършват три опита да преминат от устието на Колима в Берингово море, като заобиколят Чукотка, но поради тежките ледове неуспяват да се справят със задачата.
В началото на септември 1788 година експедицията по суша се завръща в Охотск, където по това време се строят два кораба. На 22 септември 1789 г. в Охотско море, на път за Камчатка на 56°25′ с. ш. 143°20′ и. д. / 56.416667° с. ш. 143.333333° и. д. двамата откриват остров Свети Йона.
На 9 май 1790 г. на кораба „Слава Русия“ Билингс и Саричев отплават от залива Авача на изток. Плават южно от Алеутските о-ви и на 3 юни акостират в Бобровия залив (53°48′ с. ш. 166°23′ з. д. / 53.8° с. ш. 166.383333° з. д.) на източния бряг на остров Уналашка. На 14 юни продължават на североизток и на 28 юни достигат до остров Кодиак (зал. Тримата светии, 57°10′ с. ш. 153°30′ з. д. / 57.166667° с. ш. 153.5° з. д.). От 6 до 8 юли плават на север покрай източните брегове на островите Коудиак и Афогнак към Куковия залив. На 12 юли достигат до югоизточния планински бряг на п-ов Кенай, а на 19 юли влизат в залива Принц Уилям (най-северната част на залива Аляска). На 3 август достигат до остров Каяк и от там се връщат обратно в Камчатка.
През май и юни 1791 година на същия кораб двамата плават през Командорските о-ви към остров Уналашка. На 14 юли достигат до западния бряг на остров Свети Матвей. На северозапад от него откриват остров Хол (60°35′ с. ш. 172°50′ з. д. / 60.583333° с. ш. 172.833333° з. д.) и протока Саричев между тях. На 20 юли достигат до остров Сейнт Лорънс, а на 28 юли достигат до югозападния бряг на п-ов Сюард, където се провежда среща между руснаците и местните ескимоси. На 31 юли корабът минава покрай остров Слейдж (64°29′ с. ш. 166°13′ з. д. / 64.483333° с. ш. 166.216667° з. д.), на 1 август навлиза в Беринговия проток и на 4 август акостира на чукотския бряг в залива Лаврентия, където Билингс сдава командването на Саричев.
През 1791 – 1792 година изследва по суша п-ов Чукотка, като преминава повече от 1500 км от Мечигменския залив до Нижнеколимск, като проследява и изследва в средата на декември 1791 година повече от 150 км от река Кувут (десен приток на Пегтимел), горните течения на Малък и Голям Анюй (януари – средата на февруари 1792) и сравнително добре отразява наличието на множество хребети с височина 1500 – 1853 м в този район. По негово разпореждане през есента на 1791 сержанта-геодезист Алексей Гилев обикаля с лодка целия източен бряг на Чукотка от Мечигменския залив до нос Дежньов, преминава пеша през носа, а след това с лодка и пеша първи описва около 500 км от северния бряг на Чукотка до Колючинския залив.
На 17 февруари 1792 г. експедицията завършва своята дейност и през 1794 се завръща в Петербург. Резултатите от нея са големи. Освен описанието на бита на чукчите, са описани и частично заснети големи части от бреговете на Охотско море, Алеутските о-ви и част от бреговете на Аляска. Значителен принос за това допринасят и маршрутите и изследванията на лейтенант, а впоследствие капитан Гавриил Саричев. Билингс написва отчет за експедицията (три книги), които впоследствие са преведени на руски. По събраните материали съставя маршрутна карта, която с незначителни изменения служи като основа на всички следващи карти за вътрешността на Чукотка чак до 1931 г.

### Последни години (1794 – 1806)
След завръщането си от продължилата девет години експедиция, през 1795 година Билингс е командирован в Черноморския флот и се заема с хидрографски изследвания.
През лятото на 1797 извършва хидрографски изследвания покрай бреговете на Таманския полуостров и южните и западни брегове на п-ов Крим. През лятото на 1798 описва северозападния бряг на Крим и черноморското крайбрежие на Русия от нос Тарханкут до Днестровския лиман – около 1000 км.
През 1799 публикува „Атлас на Черно море“, картите на който значително превъзхождат по точност неговите предшественици.
На 9 май 1799 Билингс е произведен в чин капитан-командор, но през ноември същата година поради неизлечимо заболяване подава оставка. Умира през 1806 година в Москва, като точната дата на смъртта му и последните години от живота му са неизвестни.

## Памет
Неговото име носят:
- нос Билингс – в Лисите о-ви, от Алеутските о-ви
- нос Билингс (69°53′ с. ш. 176°05′ и. д. / 69.883333° с. ш. 176.083333° и. д.) – на северния бряг на п-ов Чукотка;
- село Билингс (69°53′ с. ш. 175°45′ и. д. / 69.883333° с. ш. 175.75° и. д.) – на северния бряг на п-ов Чукотка.

## Трудове
- An account of a geographical and astronomical expedition to the Northern parts of Russia, performed in the year 1785, to 1794, narrated from the original papers by Mart. Sayer» (London, 1802).
- Путешествие капитана Биллингса через Чукотскую землю от Берингова пролива до Нижнеколымского острога и плавание капитана Галла по Северо-восточному океану в 1791 г., с приложением словаря 12 наречий этих народов (СПб., 1811).